# Cis judaeus
Cis judaeus es una especie de coleóptero de la familia Ciidae.

## Distribución geográfica
Habita en Asia Menor; Beirut.